# Paralomanius longipalpus
Paralomanius longipalpus is een hooiwagen uit de familie Podoctidae. De originele naamcombinatie (protoniem) was Paralomanius longipalpus Goodnight & Goodnight, 1948. Een volgende naamrecombinatie werd gepubliceerd als Lomanius longipalpus (Goodnight & Goodnight, 1948) in Goodnight & Goodnight 1957, maar werd vervolgens teruggedraaid in Zhang et al. 2013. Na 2023 de geldige combinatie is Paralomanius longipalpus Goodnight & Goodnight, 1948.
Een junior subjectief synoniem is Paralomanius brevipalpus Goodnight & Goodnight 1948 in Goodnight & Goodnight 1957. Een volgende naamrecombinatie in sommige online bronnen was Lomanius brevipalpus (Goodnight & Goodnight 1948), maar blijkbaar niet overgenomen in taxonomische publicaties.